# Veréna
A Veréna valószínűleg latin eredetű női név, a jelentése tartózkodó, félénk.

## Gyakorisága
Az 1990-es években szórványos név, a 2000-es években nem szerepel a 100 leggyakoribb női név között.

## Névnapok
- július 22.[2]
- szeptember 1.[2]